# Херсковиц, Маршалл
Маршалл Херсковиц (родился 23 февраля 1952 года в Филадельфии, Пенсильвания, США) — американский кинорежиссёр, сценарист, кинопродюсер, живущий в Лос-Анджелесе и получивший множество премий за свои работы на телевидении и в кино. С 2006 года является президентом Американской гильдии продюсеров.
Режиссёр таких известных фильмов, как «Джек-Медведь» и «Честная куртизанка».

## Биография
Родился в Филадельфии. Сын Фриды и Александра Херсковица. В 1973 году окончил Университет Брандейса и переехал в Лос-Анджелес в 1975 году, где учился в Американском институте кино и встретил своего будущего творческого партнера Эдварда Цвика. Участвовал в создании таких сериалов как «Тридцать-с-чем-то», «Моя так называемая жизнь» и «Опять и снова».
В 2007 году переключился на Интернет, создав «quarterlife», популярный онлайн-сериал и социальную сеть для творческой молодежи, который дебютировал на MySpace. Через год после запуска собственного сайта — его аудитория охватывала 60 стран мира, а сериал в настоящее время является самой успешной сценарной программой в истории Интернета.
С 2005 года был блогером на сайте The Huffington Post.
Борец за охрану окружающей среды, был членом правления нескольких организаций, деятельность которых направлена на сохранение природных ресурсов Америки. Является одним из основателей национальной кампании 1Sky.
Был женат на сценаристке Сьюзан Шиллидэй (англ. Susan Shilliday) с 1981 по 1993. Имеет двух дочерей.

## Фильмография
| Год/годы  | Название                                            | Участвовал в качестве | Участвовал в качестве | Участвовал в качестве | Участвовал в качестве | Участвовал в качестве |
| Год/годы  | Название                                            | Продюсер              | Сценарист             | Режиссёр              | Актёр                 | Роль                  |
| --------- | --------------------------------------------------- | --------------------- | --------------------- | --------------------- | --------------------- | --------------------- |
| 1976—1980 | «Семья» Family                                      | Да                    | Да                    | Да                    |                       |                       |
| 1983      | «Специальный бюллетень» Special Bulletin            | Да                    | Да                    |                       |                       |                       |
| 1987—1991 | «Тридцать-с-чем-то» thirtysomething                 | Да                    | Да                    | Да                    |                       |                       |
| 1988      | «Sawdust»                                           | Да                    |                       |                       |                       |                       |
| 1990      | «Человек, который смотрит» Extreme Close-Up         | Да                    | Да                    |                       |                       |                       |
| 1993      | «Rock the Vote»                                     | Да                    |                       |                       |                       |                       |
| 1993      | «Джек-Медведь» Jack the Bear                        |                       |                       | Да                    |                       |                       |
| 1994—1995 | «Моя так называемая жизнь» My So-Called Life        | Да                    |                       |                       |                       |                       |
| 1994      | «Легенды осени» Legends of the Fall                 | Да                    |                       |                       |                       |                       |
| 1996—1997 | «Относительность» Relativity                        | Да                    |                       |                       |                       |                       |
| 1998      | «Честная куртизанка» Dangerous Beauty               | Да                    |                       | Да                    |                       |                       |
| 1999—2002 | «Опять и снова» Once and Again                      | Да                    | Да                    | Да                    |                       |                       |
| 2000      | «Траффик» Traffic                                   | Да                    |                       |                       |                       |                       |
| 2001      | «Я — Сэм» I Am Sam                                  | Да                    |                       |                       |                       |                       |
| 2001      | «Америка: Дань героям» America: A Tribute to Heroes |                       | Да                    |                       |                       |                       |
| 2002      | «Штат одинокой звезды» Lone Star State of Mind      | Да                    |                       |                       |                       |                       |
| 2002      | «Женщины против мужчин» Women vs. Men               | Да                    |                       |                       | Да                    | Том                   |
| 2003      | «Последний самурай» The Last Samurai                | Да                    | Да                    |                       |                       |                       |
| 2005      | «1/4 жизни» 1/4life                                 | Да                    | Да                    |                       |                       |                       |
| 2006      | «Кровавый алмаз» Blood Diamond                      | Да                    |                       |                       |                       |                       |
| 2007-     | «Quarterlife»                                       | Да                    | Да                    | Да                    |                       |                       |
| 2008      | «Вызов» Defiance                                    | Да                    |                       |                       |                       |                       |
| 2010      | «Любовь и другие лекарства» Love and Other Drugs    | Да                    | Да                    |                       |                       |                       |
| 2011      | «The Lions of Al-Rassan»                            | Да                    |                       |                       |                       |                       |
| Год       | Фильм                                               | Продюсер              | Сценарист             | Режиссёр              | Актёр                 | Роль                  |

## Награды
Сериал «Тридцать с чем-то», который продюсировал Херсковиц, девять раз номинировался на премию «Эмми», из которых 4 раза побеждал в нескольких категориях (1983 и 1988 годы). Сериал номинировался на премию «Золотой глобус» в 1988 году.
Фильм «Траффик» был номинирован на премию «Оскар» как лучший фильм в 2001 году.
Телесериал «Опять и снова» был номинирован в 1999 году как лучший драматический сериал на премию «Золотой глобус».